# Franz Seyfferth
Franz Seyfferth (* 5. Juli 1891 in Chomutov (früher Komotau in Böhmen); † im 20. Jahrhundert) war ein deutscher Landrat.

## Leben
Nach dem Abitur am Staatsgymnasium Linz im Jahre 1911 absolvierte Franz Seyfferth – mit Unterbrechung durch den Militärdienst vom 20. November 1914 bis 15. September 1915 – ein Studium der Rechtswissenschaften an der Ludwig-Maximilians-Universität München und der Friedrich-Schiller-Universität Jena. 1916, nach abgelegter erster juristischer Staatsprüfung, begann er den dreijährigen Vorbereitungsdienst (Referendariat) in München. 1920 folgte das Große juristische Staatsexamen. Als Assessor kam er in diesem Jahre zur Regierung von Oberbayern, im Jahr darauf zur Regierung von Oberfranken und 1925 zur Regierung von Niederbayern. Zum 1. Januar 1926 wurde ihm das Amt des Bezirksamtmanns in Dinkelsbühl übertragen. 1930 wechselte er in gleicher Funktion zum Bezirksamt Hof, wo er vom 17. Januar bis zum 31. Mai 1937 mit der vertretungsweisen Leitung der Verwaltung beauftragt war. Vom 1. Januar 1938 bis zum 31. August 1943 hatte er das Amt des Bezirksamtsvorstands (ab 1939 Landrat) des Bezirksamtes Deggendorf (ab 1939 Landkreis Deggendorf) inne und war 1942/1943 zugleich Vertreter des Landrats in Viechtach. Zum 1. September 1943 wechselte er nach Erding, wo er bis zum Kriegsende im Mai 1945 als Landrat tätig war. Nach seiner Amtsenthebung folgte die Internierung in der Zeit vom 11. Mai 1945 bis Anfang 1948. Im Entnazifizierungsverfahren wurde Seyfferth durch die Spruchkammer Regensburg am 23. Januar 1948 als Mitläufer eingestuft. So konnte er in den öffentlichen Dienst zurückkehren und als Angestellter beim Landratsamt Schongau die Arbeit aufnehmen. Zum 1. Mai 1949 wurde er dort Regierungsrat, September 1950 Oberregierungsrat und ging am 1. August 1956 in den Ruhestand. 
Seyfferth war zum 1. Mai 1935 in die NSDAP eingetreten.